# 大星形五角化十二面體
在幾何學中，大星形五角化十二面體是一種星形多面體，由60個互相相交的鈍角等腰三角形組成，在均勻多面體中，其索引編號為DU55，對偶多面體為截角大二十面體。

## 性質
大星形五角化十二面體由60個面、90條邊和32個頂點組成，是一種六十面體。其具有互相相交的面，是一種複雜多面體，但其僅有面互相相交，其所有面都是凸多邊形。

### 面的組成
大星形五角化十二面體的面由60個全等的等腰鈍角三角形組成，每個等腰頓角三角形彼此互相相交，每個等腰三角形皆露出兩個頓角三角形部分，其餘皆隱藏於該立體的內部。露在該立體外部的部分如下圖，以藍色表示，其中黑線代表等腰頓角三角形彼此互相相交的位置：
大星形五角化十二面體一共有兩種邊長，分別為等腰三角形的底邊，和等腰三角形的腰長。
若其對偶多面體截角大二十面體的邊長為單位長，則等腰三角形的腰長為：
{\displaystyle {\frac {9(1+2{\sqrt {5}})}{19}}\approx 2.592}
在同樣情況下，等腰三角形的底邊長為：
{\displaystyle {\frac {3(1+{\sqrt {5}})}{2}}\approx 4.8541}

### 二面角
大星形五角化十二面體的二面角僅有一種，其值為：
{\displaystyle \cos ^{-1}(-{\frac {80-9{\sqrt {5}}}{109}})\approx 2.15234\approx 123.32^{\circ }}

### 頂點座標
若一個大星形五角化十二面體幾何中心位於原點，且其經對偶變換後的立體邊長為1單位長，則其頂點座標為：
{\displaystyle (\pm {\frac {3(1+{\sqrt {5}})}{4}},0,\pm {\frac {3({\sqrt {5}}-1)}{4}})}、
{\displaystyle (0,\pm {\frac {3({\sqrt {5}}-1)}{4}},\pm {\frac {3(1+{\sqrt {5}})}{4}})}、
{\displaystyle (\pm {\frac {3({\sqrt {5}}-1)}{4}},\pm {\frac {3(1+{\sqrt {5}})}{4}},0)}、
{\displaystyle (0,\pm {\frac {9(9-{\sqrt {5}})}{76}},\pm {\frac {9(5{\sqrt {5}}-7)}{76}})}、
{\displaystyle (\pm {\frac {9(9-{\sqrt {5}})}{76}},\pm {\frac {9(5{\sqrt {5}}-7)}{76}},0)}、
{\displaystyle (\pm {\frac {9(5{\sqrt {5}}-7)}{76}},0,\pm {\frac {9(9-{\sqrt {5}})}{76}})}、
{\displaystyle (\pm {\frac {3}{2}},\pm {\frac {3}{2}},\pm {\frac {3}{2}})}。

## 相關多面體

### 對偶複合體
對偶複合體，即一個多面體與其對偶多面體組合成的複合圖形。大星形五角化十二面體與其對偶的複合體為複合截角大二十面體大星形五角化十二面體。其共有92個面、180條邊和92個頂點，其尤拉示性數為4，虧格為-1，有12個非凸面。

## 外部連結
- 埃里克·韦斯坦因. . MathWorld.